# Natascha Kampusch

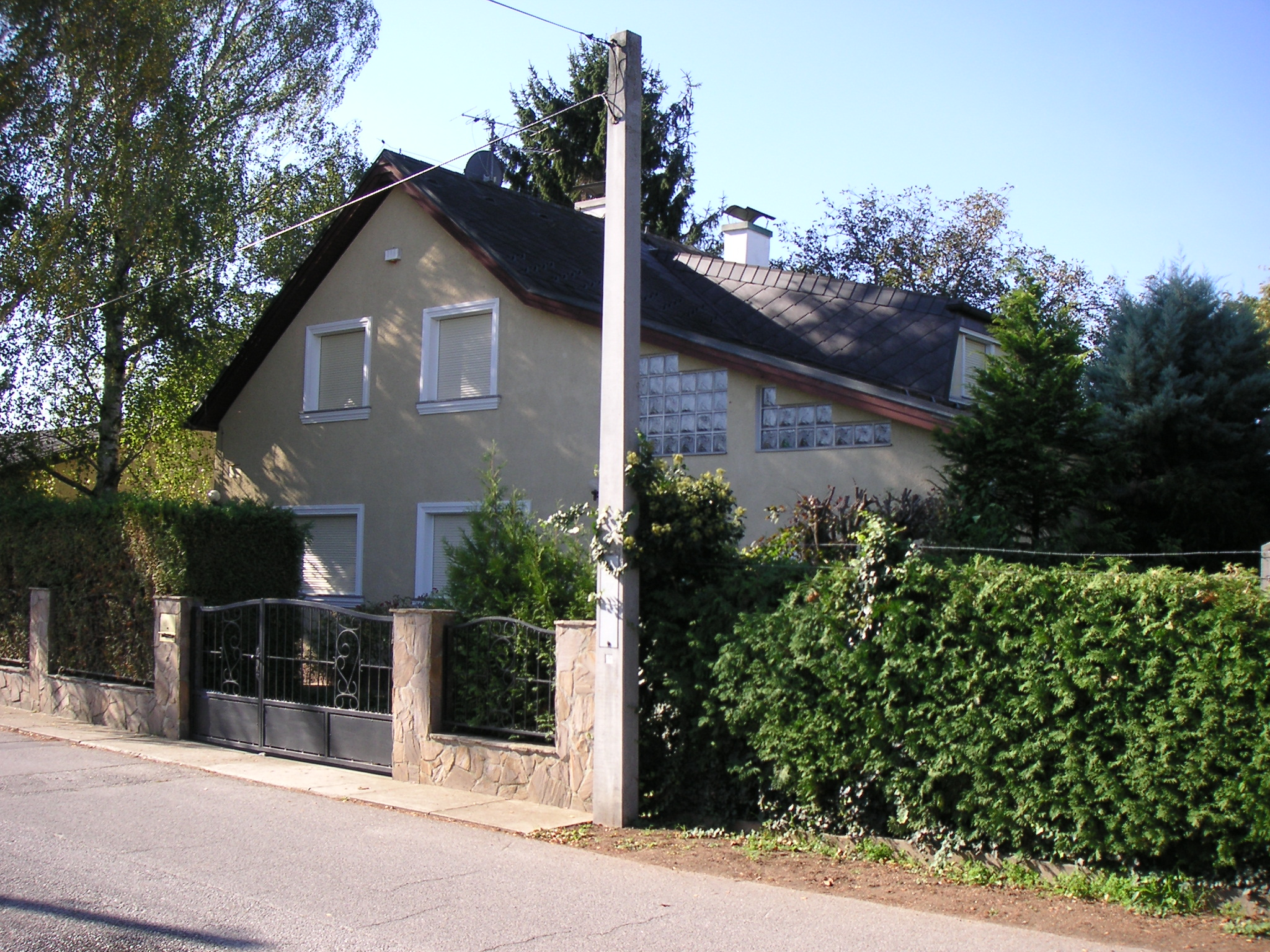
Det hus i vilket Kampusch hölls fången

Natascha Maria Kampusch, född 17 februari 1988 i Wien, är en österrikisk författare, smyckesdesigner och tidigare programledare i TV. Natascha utsattes för kidnappning som 10-åring och hölls sedan som fånge hos sin kidnappare tills hon lyckades fly, åtta år senare.

## Kidnappningen
Kampusch, som är dotter till bagaren Ludwig Koch och sömmerskan Brigitta Sirny, född Kampusch, kidnappades i Donaustadt i Wien av Wolfgang Přiklopil 2 mars 1998. Kidnappningen skedde med hjälp av en vit skåpbil då hon var på väg till skolan. Hon var då 10 år gammal och gick i tredje klass.

## Fängelset
De följande åtta åren hölls hon fången av Priklopil i ett litet utrymme under garaget till hans bostadshus i Strasshof an der Nordbahn utanför Wien. Priklopil försåg henne med mat, sällskap, TV och med tiden viss utbildning. Efter några år fick hon ibland följa med honom upp från källaren, under sträng övervakning. Ytterligare några år senare fick hon följa med på små utflykter. Natascha blev vid upprepade tillfällen våldtagen av sin kidnappare, något hon till en början inte berättade öppet om.

## Flykten
Kampusch lyckades under ett obevakat ögonblick rymma från sin fångenskap den 23 augusti 2006. Några timmar efter detta tog Priklopil sitt liv genom att hoppa framför ett tåg. I en TV-intervju med Österreichischer Rundfunk den 6 september 2006 berättade Kampusch att hon kunde fly då hon dammsög Priklopils bil. När Priklopil mottog ett telefonsamtal till sin mobiltelefon skall denne ha vänt sig bort, för att kunna föra samtalet utan ljudet från dammsugaren. Priklopil märkte inte att Natascha smög sig iväg, på grund av telefonsamtalet. Grinden brukade vara låst men just denna dag var grinden olåst och Natascha lyckas smita ut och springa ifrån huset. Hon mötte en äldre kvinna som hjälpte henne att ringa polisen.

## Natascha Kampuschs liv efter fångenskapen
Natascha Kampusch har varit ett hett eftertraktat intervjuobjekt efter flykten. Men hon har också själv sökt sig till media och offentligheten. Bland annat har hon haft en egen TV-show där hon intervjuat celebriteter (bland annat Formel 1-föraren Niki Lauda). TV-showen sändes bara tre gånger. Kampusch äger huset där hon hölls fången. Hon säger i en intervju hos Skavlan 4 mars 2011 att huset gavs henne som gåva/kompensation. Hon säger vidare att huset har blivit en börda för henne rent ekonomiskt och att hon själv tycker att det är obehagligt att vara i närheten av huset. Helst går hon inte längre in där, utan har andra personer som sköter det som måste skötas. Hon bad att få huset därför att hon var rädd att det annars skulle bli något slags underhållning för någon av gärningsmannens beundrare, eller ett museum för allmänheten.[källa behövs]
I en intervju för The Guardian (augusti 2009) berättade hon att hon känner att hon ständigt måste försvara sig, att hon ständigt får frågor om autografer, ständigt blir fotograferad o.s.v. och att detta är jobbigt. Hon bor i en lägenhet inte långt ifrån huset där hon hölls fången. Hon har brutit kontakten med sin far Ludwig Koch och relationen mellan Natascha och hennes mor Brigitta Sirny var ansträngd.
Hösten 2010 publicerades hennes självbiografi 3096 dagar där hon för första gången berättar ingående om tiden i fångenskap hos Wolfgang Priklopil. Hon berättar bland annat att Priklopil misshandlade henne både fysiskt, psykiskt och även genom svält. I filmatiseringen av boken från år 2013 gestaltas hon av Antonia Campbell-Hughes.

## Natascha Kampusch om fallet Fritzl
Kampusch har i intervjuer berättat hur illa hon tog vid sig när hon fick höra om Joseph Fritzl och dennes långvariga övergrepp mot sin egen dotter. Hon har erbjudit sig att träffa dottern Elisabeth Fritzl för att prata om vad som hänt, och därmed hjälpa henne att bearbeta, men också sagt att hon inte vill tvinga sig på henne. Hon ville dock betona att hennes uppväxt som fånge hos Priklopil inte kan jämföras med Elisabeth Fritzl barns uppväxt i källaren, eftersom Kampusch fått växa upp i frihet till skillnad från dem. Mot den bakgrunden ansåg hon också att barnen alltför brutalt rycktes från sin invanda miljö i källaren vid frigivningen. Hon beskriver Joseph Fritzl som "en riktig egoist", "som inte bryr sig om någon annan än sig själv" och att det han gjorde "var sjukt" .